# 西野久右衛門
西野 久右衛門（久右衞門、にしの きゅうえもん、1868年（慶応4年3月）- 1900年（明治33年）2月1日）は、明治期の医師、政治家。衆議院議員。

## 経歴
越前国今立郡北村（福井県今立郡北村、北新庄村、武生市を経て現越前市）で生まれた。済生学舎で医学を修めた。
1898年（明治31年）3月、第5回衆議院議員総選挙（福井県第3区、山下倶楽部）で当選し、衆議院議員に1期在任。同年8月、第6回総選挙（福井県第3区、無所属）では次点で落選した。
その後、帝国党が結成されるとこれに参加し幹事を務めた。